# Assarakos
Assarakos, en av de tre sönerna till Tros; hans bröder var Ganymedes och Ilos. Hans namn kan också stavas Assarakus eller Assaracos.